# 達馬斯卡斯 (阿拉巴馬州)
達瑪斯卡斯（英語：Damascus）是一個位於美國阿拉巴馬州卡爾曼縣的非建制地區。該地的面積和人口皆未知。

## 地理
達瑪斯卡斯的座標為33°58′59″N 86°52′29″W / 33.98305°N 86.87472°W，而該地最高點為海拔高度151米（即495英尺）。